# Gibraltári-szoros
A Gibraltári-szoros (arabul جبل طارق, spanyolul Estrecho de Gibraltar) az Atlanti-óceánt a Földközi-tengerrel összekötő tengerszoros. Szélessége 14 km, mélysége 300 és 900 m között váltakozik. A szoros északi oldalán Gibraltár és Spanyolország, a déli oldalán pedig Marokkó és Ceuta (Spanyolország észak-afrikai exklávéja) található.
Az ókorban a szoros szikláit Héraklész oszlopaiként ismerték.

## Összeköttetés

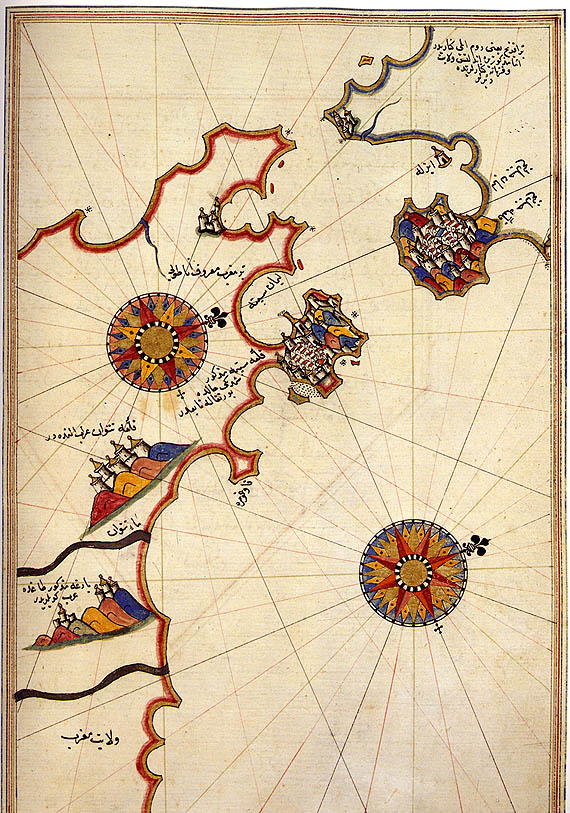
Piri reisz oszmán török tengernagy és térképész térképe, Ceuta és Gibraltár városa a Földközi-tenger felől

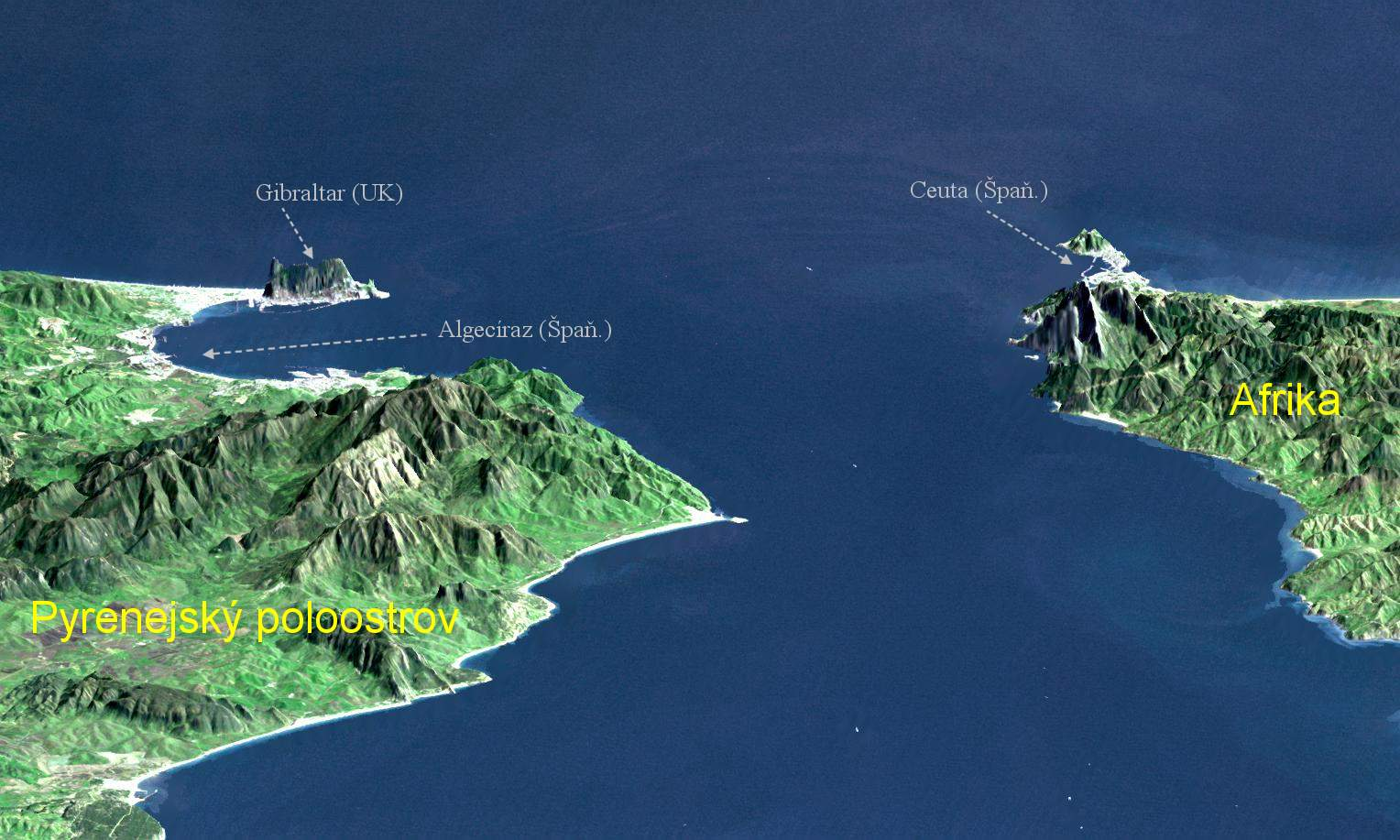
A gibraltári szoros az Atlanti-óceán felől

A spanyol és a marokkói kormányok régóta gondolkodnak egy – a Csalagúthoz hasonló – tenger alatti összekötő vasúti alagút építésén. Amerikai és brit mérnökök pedig egy híd építésének lehetőségét vizsgálták. Ha megépülne, akkor ez volna a világ leghosszabb (15 km) és legmagasabb (1000 m) hídja.